# Yến Minh
Yến Minh (chữ Hán:晏明, bính âm: Yan Ming) là một nhân vật hư cấu trong tiểu thuyết lịch sử Tam Quốc diễn nghĩa của nhà văn La Quán Trung. Trong tiểu thuyết này, Yến Minh xuất hiện tại Hồi thứ 41, trong trận Trường Bản, theo đó Yến Minh là bộ tướng của Tào Hồng, sử dụng một thanh đao ba ngạc hai lưỡi, dẫn đội bộ quân đến truy bắt quân Thục. Khi đó Triệu Vân chôn xong Mi phu nhân và buộc A Đẩu vào lòng, vác giáo nhảy lên ngựa. Gặp Triệu Vân, Yến Minh lao đến đánh Triệu Vân, chưa đầy ba hiệp, bị Vân đâm một nhát giáo chết.
Trong bộ truyện tranh Nhật Bản là Con trai rồng, Yến Minh được vẽ giống như trong tác phẩm Tam Quốc diễn nghĩa, chỉ khác chi tiết là Yến Minh dẫn quân truy bắt quân Thục và dân thường. Khi này Triệu Vân đang phá vòng vây để thoát ra ngoài, gặp Triệu Vân, Yến Minh hét lớn, một mình một ngựa lao đến sử dụng cây đao ba ngạc hai lưỡi đâm vào Triệu Vân nhưng Triệu Vân sử dụng thương pháp quá nhanh, cây thương của Triệu Vân đâm sau nhưng tốc độ nhau hơn và đâm vào cổ họng của Yến Minh. Yến Minh chết không kịp nhắm bắt và không khỏi bất ngờ.